# Volha Chudzenka
Volha Siarhejeŭna Chudzenka (belarusiska: Вольга Сяргееўна Худзенка), född 12 maj 1992 i Chojniki, är en belarusisk kanotist.
Hon tog OS-brons i K4 500 meter i samband med de olympiska kanottävlingarna 2012 i London.
Vid de olympiska kanottävlingarna 2016 i Rio de Janeiro tog hon en bronsmedalj i K-4 500 meter. Vid olympiska sommarspelen 2020 i Tokyo tog Chudzenka silver i K-4 500 meter.